# Kleomenes III.

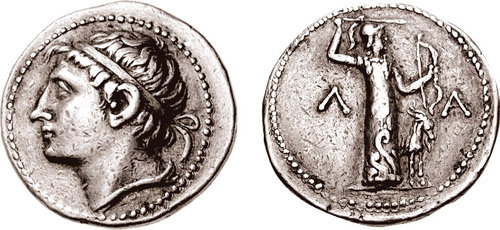
Münze des Kleomenes aus der Zeit zwischen 227 und 222 v. Chr.; auf der Vorderseite (Avers) das Porträt des Königs mit Diadem, auf der Rückseite (Revers) eine Darstellung der Artemis Ortheia

Kleomenes III. (altgriechisch Κλεομένης Kleoménēs; * 254 v. Chr.; † 219 v. Chr.) war zwischen 235 und 222 v. Chr. König von Sparta. Kleomenes war der Sohn von Leonidas II. und der berühmten Spartanerin Kratesikleia.

## Leben

### Thronbesteigung
Kleomenes gehörte zur Familie der Agiaden, die eines der beiden königlichen Geschlechter Spartas war. Nach dem gewaltsamen Tod des Eurypontiden Agis IV. verheiratete ihn sein Vater mit dessen Witwe Agiatis, um auf diese Weise an das Vermögen ihrer Familie zu gelangen. Dies geschah obwohl Kleomenes zu diesem Zeitpunkt laut Plutarch zu jung für die Heirat war. Angeblich durch sie lernte Kleomenes allerdings die Reformideen von Agis kennen, der sich auf die jüngeren und ärmeren Bürger gestützt hatte, aber zuletzt im Rahmen einer Stasis am Widerstand des Leonidas gescheitert war. Der Stoiker Sphairos von Borysthenes wurde sein Lehrer. Als sein Vater 235 v. Chr. starb, bestieg er den Thron von Sparta.

### Kriege
Kleomenes griff bald Agis’ Ideen auf, obwohl sein Vater einst verboten hatte, über derlei Reformen auch nur zu reden. Zunächst aber versuchte er, die außenpolitische Lage seiner Polis zu verbessern. So bemächtigte Kleomenes sich durch List der Städte Tegea, Mantineia und Orchomenos. Lydiadas von Megalopolis ahnte die Gefahr, die hiervon ausging, und wollte gegen Kleomenes zu Felde ziehen, doch Aratos von Sikyon, der zu dieser Zeit Strategos (Feldherr) des Achaiischen Bundes war, riet zur passiven Haltung. Auf Befehl der Ephoren eroberte Kleomenes nun Belbina, ein Bergdorf am Pass nach Messenien. Ein Versuch von Aratos, ihm die Orte Tegea und Orchomenos abspenstig zu machen, schlug fehl. Als Kleomenes nach Sparta zurückkehrte, besetzte Aratos Kaphyai. Kleomenes nahm seinerseits Methydrion ein und fiel ins Argivische Land ein.
Als Aristomachos, der Tyrann von Argos, 228/7 v. Chr. neuer Strategos der Achaier wurde, erklärte er Sparta den Krieg. Mit 20.000 Fußtruppen und 1000 Reitern trat er bei Pallantion 5000 Spartanern gegenüber, wurde jedoch von Aratos zurückgehalten. Aratos bekriegte anschließend Elis. Kleomenes kam den Eleern zu Hilfe, überraschte die Achaier auf dem Rückmarsch und besiegte sie. Aratos musste fliehen, konnte jedoch die Stadt Mantineia erobern.
226 v. Chr. kam es zu einer entscheidenden Schlacht bei Leuktra. Kleomenes besiegte die Achaier, und Lydiadas, der Tyrann von Megalopolis, wurde getötet. Der spätere Führer der Achaier, Philopoimen, floh mit den Überlebenden nach Messene.

### Reformen
Dieser Sieg und die Tatsache, dass Eudamidas III., der König aus dem Hause der Eurypontiden, gestorben war und dessen Nachfolger Archidamos V. einem Mordanschlag zum Opfer fiel, verschafften Kleomenes den Freiraum, um seine lange geplanten Reformen zu verwirklichen und zugleich eine unbeschränkte Alleinherrschaft zu errichten. 
Es wurde behauptet, dass Kleomenes Eudamidas vergiften und Archidamos erschlagen ließ. Nachdem er noch Heraia und Asea erobert hatte, kehrte er jedenfalls nach Sparta zurück und ließ seine Freunde 4 der 5 Ephoren, bis auf Agylaios, der verletzt in einen Tempel geflohen war, erschlagen. Ihr Amt, das angeblich ohnehin der lykurgischen Ordnung widersprach, weil die Große Rhetra es nicht erwähnte, schaffte er ab, um das Königtum von Beschränkungen zu befreien. Die Ephoren hatten sich zudem angeblich schon unter Agis IV. als die wichtigsten Gegner einer Staats- und Bodenreform gezeigt. Etwa zehn weitere Bürger wurden bei diesem Umsturz erschlagen, weitere 80 wurden aus Sparta verbannt.
In die anschließende verfassungsrechtliche Neuordnung, die die Macht des Königtums erheblich vergrößerte, bezog er eine Umgestaltung des Heeres nach makedonischem Vorbild und eine Wiedereinführung der Erziehung nach lykurgischen Grundsätzen (Agoge) ein. Doch in Wahrheit ging es dem König nicht um eine Rückkehr zur alten Ordnung. Einem Teil der wohlhabenderen Heloten bot er die Möglichkeit, sich die Freiheit zu erkaufen, und seinen Bruder Eukleidas machte er zum (machtlosen) zweiten König, so dass zum einzigen Mal in der Geschichte beide Könige Spartas aus derselben Familie kamen. In Wahrheit herrschte Kleomenes aber allein.
Laut Plutarch plante der König, der selbst angeblich den größten Teil seines Grundbesitzes hergab, eine grundsätzliche Neuverteilung des Eigentums. Bemerkenswert ist, dass er dabei angeblich auch für seine verbannten Gegner 80 Landparzellen reservieren ließ, um diesen eines Tages die Rückkehr zu ermöglichen. Insgesamt sollte die Position der Bürgerschaft, als deren Beschützer sich der König gab, gegenüber der Elite gestärkt werden.
Betrachtet man diese Maßnahmen, so ist auffällig, dass sich unter Kleomenes die seit Areus I. (309 bis 265) beobachtbare Tendenz deutlich verstärkte, das traditionelle spartanische Königtum, das noch Aristoteles als ein bloßes Feldherrenamt auf Lebenszeit beschrieben hatte, in eine regelrechte Monarchie hellenistischen Typs (nach dem Vorbild der Seleukiden und Antigoniden) umzuwandeln. Bereits Kleomenes’ Vater hatte längere Zeit am seleukidischen Hof gelebt und war dann als König entsprechend aufgetreten.
Dies erklärt zumindest teilweise auch den grundsätzlichen Konflikt zwischen Kleomenes und den Institutionen, die die spartanischen Könige kontrollieren sollten. Kleomenes soll zwar laut Plutarch demonstrativ zurückhaltend aufgetreten sein und hellenistischen Prunk abgelehnt haben, andererseits aber ließ er erstmals seit Jahrzehnten wieder Münzen prägen. Auf diesen war er ganz in der Art eines hellenistischen Alleinherrschers dargestellt und trug, anders als die früheren Könige Spartas, ein Diadem als Zeichen seiner monarchischen Stellung.

### Kleomenischer Krieg
Angesichts der Erfolge des Königs setzen viele Unzufriedene auch außerhalb Spartas ihre Hoffnungen auf Kleomenes. Um die hieraus erwachsende Gefahr für die herrschenden Kreise benachbarter griechischer Staaten abzuwenden und Spartas weiteres Vordringen auf der Peloponnes zu verhindern, verbanden sich nun Aratos und sein bisheriger makedonischer Erzfeind Antigonos III. Doson gegen Kleomenes. 
Damit eskalierte der bereits 228 ausgebrochene Krieg mit den Achaiern zu einem internationalen Konflikt, denn nun unterstützte Ptolemaios III. Sparta gegen seinen alten Feind Antigonos, Kleomenes III. musste allerdings seine Mutter und Kinder als Geiseln nach Ägypten schicken. Die Makedonen besiegten Kleomenes dennoch 222 bei Sellasia. Er floh nach Ägypten zu Ptolemaios III. Seine Hoffnungen, mit Hilfe des Königs wieder seine Herrschaft zurückzuerlangen, wurden aber durch den Tod des Herrschers zunichtegemacht. Aufgrund seines zahlreichen Anhangs aus spartanischen Kriegern empfand man Kleomenes als potentielle Gefahr für den neuen König Ptolemaios IV., daher wurde er vom mächtigen Höfling Sosibios festgenommen. Kleomenes konnte entfliehen und wollte nun tatsächlich eine Revolte gegen Ptolemaios anzetteln und sich wohl selbst zum König von Ägypten aufschwingen. Er fand jedoch keine Anhänger unter der Bevölkerung Alexandrias und nahm sich deshalb im Jahr 219 mit seinen engsten Getreuen das Leben. Kleomenes’ Reformen wurden später von Nabis weitergeführt.